# Roman și Vlahata
Legenda lui Roman și Vlahata este povestea a doi frați, strămoși eponimi ai românilor (valahilor). A fost adesea interpretată ca mit esențial al românilor.

## Legenda
„Au pornit din cetatea Veneției doi frați: Roman și Vlahata, care fiind de credință creștină, au fugit de prigoana ereticilor împotriva creștinilor și au venit în orașul numit Roma Veche și și-au întemeiat o cetate după numele său, Roman. Și și-au trăit anii, ei și neamul lor, până ce s-a despărțit Formos papa de la ortodoxie la legea latină. Și după despărțirea de legea lui Hristos, latinii și-au întemeiat o cetate nouă și au numit-o Roma Nouă și au chemat la dânșii, la latinie, pe Romanovici <urmașii lui Roman>. Romanovicii însă n-au vrut și au început să facă război mare cu dânșii și nu s-au despărțit de credința lui Hristos. Și din vremea aceea au tot fost în război până la domnia lui Vladislav craiul Ungariei.”—Petre P. Panaitescu, Cronicile slavo-române din secolele XV-XVI publicate de Ion Bogdan,  p. 159

## Atestare
Legenda a fost păstrată prin intermediul așa-numitei „Cronici moldo-ruse”, o compilație scrisă în limba slavonă între 1504-1510  și adăugată ulterior la sfârșitul unei culegeri de cronici rusești, „Voskresenskaia letopis”, scrisă în secolul al XVI-lea. Cronica a fost tradusă și tipărită pentru întâia oară de Ion Bogdan în Vechile cronici moldovenești până la Urechia (București, 1891). O a doua ediție, Cronicile slavo-române din secolele XV-XVI publicate de Ion Bogdan, revăzută și comentată de Petre P. Panaitescu, a fost publicată în 1959. O a treia traducere a textului a fost publicată de Gheorghe Mihăilă. Ion Bogdan a numit-o "Cronica anonimă", iar P. P. Panaitescu, pentru o întitulare mai precisă, „Cronica moldo-rusă”. Pentru V. Boldur, textul era “Cronica slavo moldovenească din cuprinsul letopisei ruse Voskresenski”. În dezbaterea științifică modernă se folosește numele propus de P. P. Panaitescu.
Legenda a fost comentată de Dimitrie Onciul, Ion G. Sbiera, Constantin Giurescu, Nicolae Iorga, Alexandru Boldur, Gheorghe I. Brătianu, Ștefan Ciobanu, Petru Ursache, Dan Horia Mazilu, Ovidiu Pecican, Mihai Ungheanu.

## Interpretări
Narațiunea despre Roman și Vlahata aduce în discuție un mit fundamental al culturii române, mitul romanității românilor și al ortodoxismului și al superiorității lui față de catolicism.
Ovidiu Pecican observă că textul este hibrid, fiind alcătuit din două părți narative, anume "Gesta lui Roman și Vlahata" și, respectiv, "Legenda lui Dragoș Vodă", continuate prin niște anale moldovenești care se opresc odată cu începutul domniei lui Bogdan al III-lea cel Orb (1504 - 1517). Conform aceluiași, narațiunea despre eroii eponimi ai românilor a fost scrisă, în forma păstrată până astăzi, în Maramureș, probabil între 1390 și 1410, fiind ea însăși rezultatul unei documentări asidue din diverse izvoare întreprinse de cărturarul anonim. Acesta ar putea fi, crede istoricul, unul dintre monahi mănăstirii din Peri, ctitoria fraților Drag și Balc (1391) înălțată la rang de stavropighie de  Patriarhia de Constantinopol. 
O. Pecican crede că la originile legendei culte se află o tradiție orală circulantă atât la sudul, cât și la nordul Dunării. Originea venețiană a fraților Roman și Vlahata trimite la originile italice ale românilor, pomenite încă în corespondența țarului vlahilor și al bulgarilor Ioniță Caloian cu papa Inocențiu al III-lea (1204). Mențiunea germană din Nibelungenlied a unui "duce Ramunc din Țara Vlahă" (circa 1215 - 1220), și apoi cea a ducilor Roman și Aloha de către misionarul italian Giovanni da Pian del Carpine (1247), întâlniți pe drumul de întoarcere de la curtea hanului tătar, mai exact la ieșirea din Cumania sunt indicii prețioase că în prima parte a secolului al XIII-lea cei doi erau deja cunoscuți. De menționat că în altă variantă a manuscrisului lui Plan Carpino, numele „Aloha” apare scris „Olaha”, termen asemănător cu „oláh”, varianta maghiară pentru „vlah”. Ambii apar, însă, ca „duces Rutheni”. 
Între această epocă și cea a prezumtivei consemnări maramureșene s-a scurs un veac și jumătate. Anonimul care îi dă forma ajunsă până la noi din "Cronica moldo-rusă" a încercat să istoricizeze urmările plecării fraților întemeietori din "Roma Nouă", identificată aici cu Italia, arătând că s-au stabilit în "Roma Veche", unde au fondat o altă cetate, "Roman". Se observă în tot textul o acută tentă polemică ecleziastică îndreptată împotriva occidentului catolic, a Bisericii Latine, de către necunoscutul autor de confesiune greco-ortodoxă.